# Elephas maximus
El elefante asiático (Elephas maximus) es una especie de mamífero proboscídeo de la familia Elephantidae. Es el mayor mamífero del continente asiático. Su distribución original se extiende desde el sur de China e Indonesia occidental hasta las costas del golfo Pérsico y el sur de Mesopotamia, donde desapareció ya en el Neolítico. En la actualidad se circunscribe a Sri Lanka, sur y noreste de la India, Bangladés, Indochina, Malaca, Sumatra y noreste de Borneo. Se encuentra tanto en estado salvaje como doméstico y es muy frecuente en zoos y circos. Está considerado como una especie en peligro de extinción.

## Descripción
Como su pariente el elefante africano (Loxodonta africana), el elefante asiático está provisto de gran cabeza, trompa larga y musculosa, cuello corto casi inexistente, cuerpo grande en forma de barril y patas en forma de columna. Las diferencias entre ambas especies son abundantes: para empezar, los elefantes asiáticos son más pequeños, con 2,0-3,5 m de altura frente a los 2,7-4,0 m que alcanzan los elefantes africanos (desde los elefantes asiáticos de Borneo hasta los de Sri Lanka por parte de los asiáticos, y desde los elefantes de la selva hasta los de la sabana por parte de los africanos), de cabeza abombada, orejas más pequeñas y redondeadas que no cubren los hombros, espalda arqueada y cola proporcionalmente más larga, aunque también coronada por un penacho de pelos negros, los únicos de longitud considerable en su piel dura, gruesa y correosa. Al contrario que los elefantes africanos, no todos los elefantes indios presentan colmillos (que no son caninos, sino incisivos alargados); son largos y de tamaño considerable en la mayoría de los machos, pero las hembras con frecuencia carecen de ellos. De longitud en la cabeza y el cuerpo miden de 5,5 a 6,4 m, la cola alcanza de 1,2 a 1,5 m. En cuanto a los otros dientes, poseen cuatro grandes molares de dimensiones y reemplazo similar al elefante africano, aunque de morfología algo diferente. Los pies de las patas delanteras tienen cinco dedos en forma de pezuña, y los de las patas traseras, cuatro. El extremo de la trompa sólo presenta un lóbulo.
A pesar de sus cinco toneladas de peso, los elefantes indios se mueven con relativa agilidad y de forma bastante segura, incluso en terrenos montañosos. La velocidad promedio de la marcha es de 5-6 km por hora, aunque pueden correr a más de 40 km/h si se asustan o enfadan. Son buenos y resistentes nadadores, cualidad que en el pasado les permitió colonizar algunas islas de Indonesia a las que no se podía llegar andando, ni siquiera durante la bajada de los mares típica del Pleistoceno.
Un elefante puede orinar aproximadamente entre 150 y 160 litros por día. Este volumen se distribuye en varias micciones a lo largo del día, con una media de 20-30 segundos por micción. 
Los individuos salvajes viven en los bosques tropicales asiáticos, donde se alimentan de una amplia gama de hojas y frutas, en manadas compuestas por hembras (entre las que se encuentra una más vieja, la matriarca, que dirige el grupo), sus crías y a menudo un macho viejo, acompañado ocasionalmente de otro joven. La mayoría de los machos, sin embargo, abandonan el grupo cuando llegan a la adolescencia y llevan a cabo una vida solitaria, acercándose solamente a las manadas de hembras cuando perciben por infrasonidos que una de ellas desea reproducirse. Entonces los machos compiten entre sí, y el que resulte vencedor se aparea con la hembra en caso de que ella lo acepte (cosa que tampoco sucede a menudo). Después de veintidós meses nace una única cría que mama, en ocasiones, hasta los cinco años, aunque puede seguir a la manada a los tres o cuatro días de nacer y hacia los seis meses ya comienza a ingerir materia vegetal. Las crías son vulnerables a los ataques de los leopardos y especialmente de los tigres, por lo que los integrantes de la manada cooperan para no perder de vista a los más pequeños.

## Elmusth

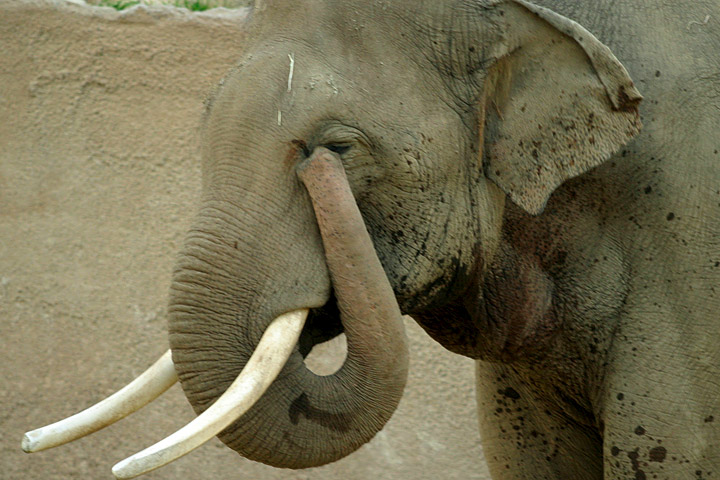
La trompa de un elefante sirve para casi todo, incluso limpiarse los ojos.

Uno de los aspectos más intrigantes de los elefantes asiáticos es un estado que se abate en ocasiones sobre los machos de esta especie, conocido en la India como musth. Se trata de una especie de "locura" que puede afectarlos en cualquier época del año y sin razón alguna aparente. Durante un tiempo variable (siempre inferior a un mes), el elefante se vuelve peligroso y ataca a casi cualquier cosa que se le acerque. También expulsa una secreción oleaginosa de color ocre que le resbala por las mejillas y tiene un mayor apetito sexual, aunque parece que las hembras suelen evitar a los machos en estado de musth y rara vez acceden a aparearse con ellos, prefiriendo a los individuos no afectados. Los elefantes afectados también orinan y defecan con más frecuencia, marcan los árboles que encuentran con los colmillos y se hacen respetar por los machos no afectados.

## Domesticación y relación con el hombre
El elefante indio ha sido domesticado desde tiempos muy antiguos en el sudeste asiático con el fin de llevar cargas, ayudar en la construcción (normalmente cargando y levantando vigas) o transportar personas. En tiempos de guerra se le ha usado también para llevar armas y piezas de artillería (cosa que han hecho incluso durante el siglo XX) y combatir, dotándole a menudo de armadura y poniéndole pinchos en las patas y "espadas" en los colmillos, así como cargando arqueros sobre su espalda. Los elefantes asiáticos han formado parte de las tropas de Ciro el Grande, Alejandro Magno y Pirro de Epiro, entre otros reyes de la antigüedad. En la actualidad son los reyes de los espectáculos circenses y una de las atracciones turísticas más solicitadas en el sureste asiático, donde cargan a los visitantes sobre su espalda mientras dan un paseo por la selva.
Los elefantes se reproducen rara vez en cautividad, por lo que la gran mayoría de los individuos domésticos han sido capturados ya adultos en estado salvaje. El método tradicional para hacerlo es el kedah, de origen indio, en el que los hombres rodean una manada y la van empujando hacia un redil de madera, donde separan los individuos más interesantes y devuelven el resto a la selva. Los individuos escogidos son encadenados a un árbol y aislados mientras se habitúan a la gente. Unos días después reciben la visita del cornaca o mahout, sentado inicialmente sobre otro elefante domesticado, que comienza su adiestramiento. Pasará un tiempo antes de que los elefantes permitan al mahout sentarse sobre su lomo y posteriormente sobre su cuello, momento a partir del cual ya son totalmente dóciles y obedientes.
Por su utilidad desde tiempos antiguos, los elefantes indios son profundamente respetados en Oriente y forman a menudo parte de los relatos religiosos. Así, por ejemplo, el dios Ganesh del hinduismo tiene cabeza de elefante; Este respeto se ha visto acrecentado por el hecho de que los elefantes indios pueden captar infrasonidos y vibraciones del suelo, lo que les permite alertar de uno de los frecuentes terremotos que se abaten sobre su zona de distribución antes de que los humanos sospechen siquiera que vaya a producirse. Por ejemplo, antes de que el gran tsunami de las navidades de 2004 se estrellara contra las costas de Tailandia, los elefantes que formaban parte de una excursión turística "lloraron" según sus cuidadores y, agarrando a los turistas con la trompa los subieron uno a uno sobre su lomo para después huir tierra adentro, salvándoles la vida.
Los elefantes indios son cazados por furtivos mucho más raramente que los elefantes africanos, pues la facilidad con que se captura individuos salvajes vivos (a los que se suele cortar los colmillos) hace que su marfil no sea un bien excesivamente difícil de conseguir. De todos modos, la destrucción de su hábitat natural para dejar paso a la agricultura y el hecho de que los animales domesticados casi no se reproduzcan han situado a la especie igualmente al borde de la extinción.

## Subespecies
Actualmente, según autores, se diferencian tres o cuatro subespecies de elefantes asiáticos:
- Elephas maximus maximus - elefante de Sri Lanka
- Elephas maximus indicus - elefante indio
- Elephas maximus sumatranus - elefante de Sumatra
- Elephas maximus borneensis - elefante de Borneo

Wilson & Reeder no reconocen a los elefantes de Borneo como subespecie y los consideran como elefantes indios.
Por otra parte, es posible que las poblaciones presentes en Oriente Próximo y China, hoy extintas, perteneciesen a subespecies diferentes a las mencionadas arriba. La primera, Elephas maximus asurus, era de gran tamaño, más grande aún que la subespecie de Sri Lanka de acuerdo con las fuentes clásicas y se usaba con frecuencia en la guerra; desapareció hacia el año 100 a. C. En cuanto a la segunda, se la conoce como Elephas maximus rubridens y es descrito en fuentes chinas como de color muy oscuro y colmillos de un color ligeramente rosado; se extinguió en el siglo XV.